# Palazzo Bolognini Amorini Salina
Palazzo Bolognini Amorini Salina è un edificio storico in stile rinascimentale situato nel centro di Bologna, in piazza Santo Stefano.

## Storia

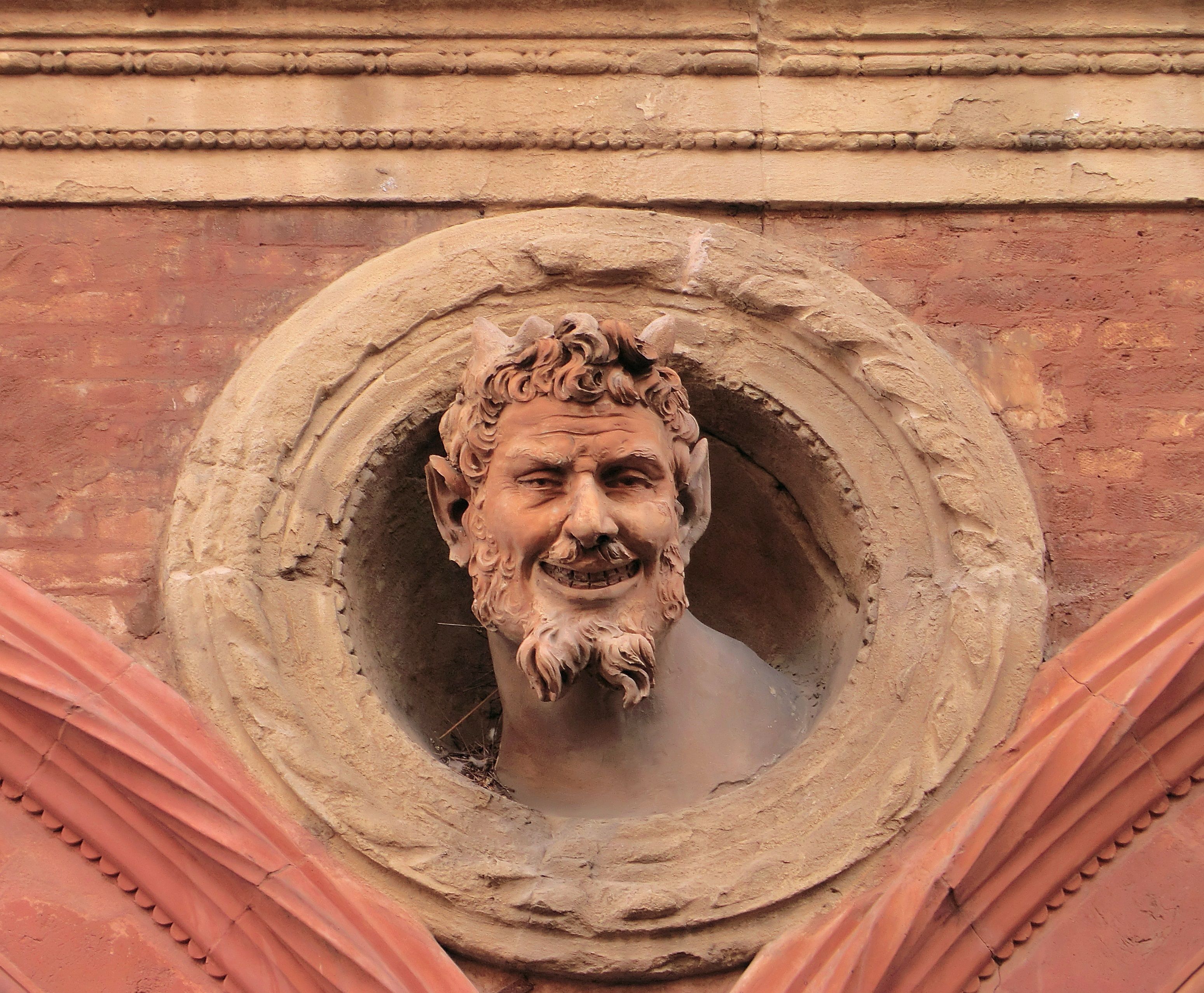
Una protome di Nicolò da Volterra

Giovanni Bolognini decise nel 1493 la costruzione di un nuovo palazzo senatorio. L’inizio dei lavori dovette tuttavia aspettare ancora almeno due decenni, a causa delle lotte per il potere in città che coinvolsero i Bentivoglio e gli stessi Bolognini. Essi si prolungarono fino al 1551, sotto la direzione del nipote Giovanni Maria, quando fu completato il settore sinistro oltre alla parte posteriore, la scala e i cortili. Il settore destro fu invece costruito nel 1602.
Antonio Bolognini Amorini nel 1809 incaricò Angelo Venturoli di ridurre l'edificio. Dopo la sua morte (1845) la residenza passò in eredità al figlio Vincenzo, poi il nipote di quest'ultimo, Agostino Salina, divenne amministratore del palazzo. Il figlio Giovanni Salina ne diventò proprietario nel 1884, ereditando così anche il doppio cognome dell'antica famiglia. In quell'anno avvenne anche il definitivo completamento dei lavori di costruzione.
Già celebre per aver ospitato la scuola di pittura di Denijs Calvaert e il suo allievo Guido Reni, Palazzo Bolognini fu un luogo di primo piano anche sulla scena musicale: la Società del Casino dei Nobili infatti chiamò qui Gaetano Donizetti, Franz Joseph Haydn e Gioachino Rossini perché rappresentassero le loro opere. Altre associazioni che in seguito vi trovarono sede furono il Circolo Popolare Monarchico, il Circolo Combattenti, l'Ente Provinciale del Turismo ed il British Council. Il Corpo Reale del Genio civile vi si stabilì durante la seconda guerra mondiale.

## Descrizione
Il palazzo è famoso per le serie di protomi in cotto, racchiuse in ovali, che percorrono la facciata su due piani: una fila si trova al livello del portico, al di sopra dei capitelli corinzi; la seconda invece all’ultimo piano, con gli ovali alternati alle piccole finestre oggi in parte chiuse. Gli autori delle teste cinquecentesche probabilmente furono Alfonso Lombardi e Nicolò da Volterra, Giulio Cesare Colventi realizzò le altre. Ad Andrea da Formigine è stato attribuito il progetto; inoltre, lo stesso Formigine e Properzia de' Rossi avrebbero realizzato i capitelli.
Negli interni era conservata una ricca collezione d'arte e di arredi. Fra i nomi maggiori spiccavano Giuseppe Maria Crespi, Donato Creti, Alessandro Tiarini, il Guercino e Guido Reni.